# 伊雷娜 (密蘇里州)
伊雷娜（英語：Irena）是位於美國密蘇里州沃思縣的村。

## 人口
根據2020年美國人口普查的數據，伊雷娜的面積為2.28平方千米，皆為陸地。當地共有人口14人，而人口密度為每平方千米6人。